# De vulgari eloquentia

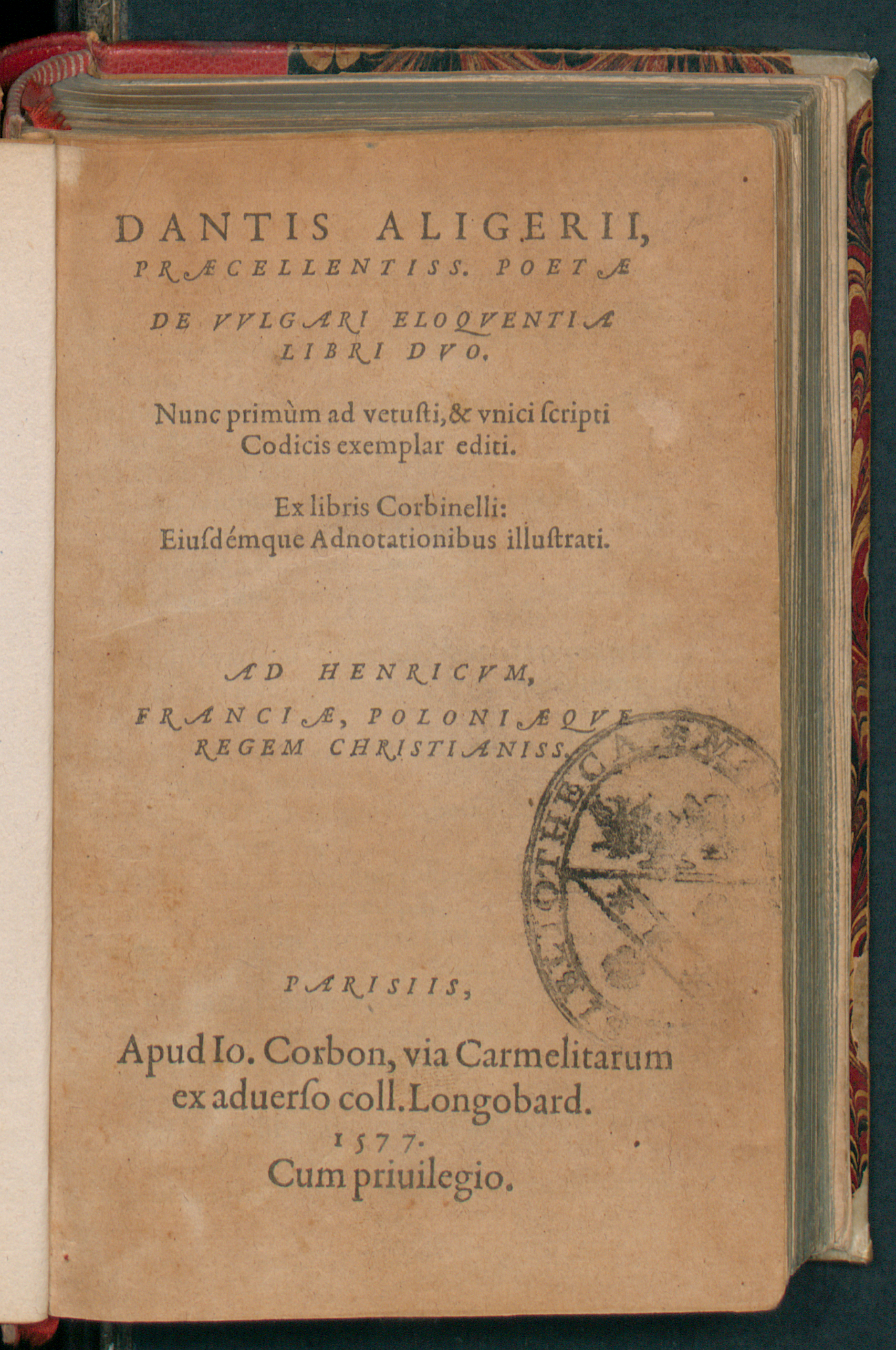
De vulgari eloquentia, 1577

De vulgari eloquentia (lat: Über die Redegewandtheit in der Volkssprache) ist ein Werk des italienischen Dichters Dante Alighieri. Es wurde  zwischen 1303 und 1305 geschrieben. Es war in vier Büchern geplant, von denen allerdings nur der erste Band vollständig und der zweite Band bis zum 14. Kapitel ausgearbeitet sind. De vulgari eloquentia beschäftigt sich vor allem mit den heute als romanisch bezeichneten Sprachen. Da Dante sich damit nicht nur an die italienischen, sondern alle europäischen Gelehrten wandte, verfasste er das Buch in lateinischer Sprache. Hauptthema ist die Frage nach einer angemessenen Literatursprache.

## Inhalt
Am Anfang beschäftigt sich der Autor mit der Herkunft der Sprache: Der Turmbau zu Babel habe die Sprachen verwirrt, doch sei für das erste Wort Adams das hebräische Wort für „Gott“ zu vermuten. Die Kreatur müsse ihren Schöpfer gesehen haben. Danach analysiert Dante die Sprachen seiner Zeit: Die gesprochenen romanischen Varietäten unterteilt er dabei in die lingua d’oc (gesprochen in Südfrankreich), die lingua d’oïl (gesprochen in Nordfrankreich) und die lingua del sì (Vorgänger des Italienischen). Daneben kennt er eine Gruppe mit der Bejahungspartikel iò, darunter er das Deutsche, das Englische, das Sächsische, das Ungarische und die slawischen Sprachen rechnet. Die dritte Gruppe sei das Griechische. Das Lateinische bzw. die „Grammatik“ sowie das Altgriechische erklärt er zu auch zu historischer Zeit nicht gesprochenen Sprachen. Diese Sprachen seien für den Zweck der Überlieferung konstruiert und fixiert worden, damit sie durch Unwandelbarkeit auch von der Nachwelt gelesen werden könnten.
Die lingua del sì teilt Dante in 14 Dialekt-Gruppen ein; seiner Meinung eignete sich jedoch keiner dieser zum Schreiben und Dichten, weil sie untereinander zu unterschiedlich waren. Dafür fehle es an einem politischen Zentrum, das die Bildung eines einheitlichen volgare, einer einheitlichen Sprache, ermöglicht.
Anschließend untersucht Dante die Dichtstile seiner Zeit. Er unterscheidet dabei drei Typen: den stilus comicus, der sich ans belehrte Volk wendet, den stilus tragicus für ein gehobeneres Publikum und den stilus elegiacus für das gemeine Volk.

## Bedeutung
Das Werk ist ein frühes Zeugnis der Debatte über die Suche nach einer italienischen Schriftsprache, die erst im 16. Jahrhundert verstärkt geführt wurde. Auch wenn das Werk aus der Sicht der heutigen Linguistik viele nicht mehr gültige Annahmen enthält, sind so durch Dante zeitgenössische Sichtweisen auf die Beziehung zwischen dem Lateinischen und den romanischen Sprachen überliefert. Außerdem verbindet er als einer der ersten die Einheit des Volkes mit der Vereinheitlichung der Sprache.

## Übersetzungen
- Über die Volkssprache, K. L. Kannegießer, Leipzig 1845
- Über das Dichten in der Muttersprache, Franz Dornseiff und Joseph Balogh, Darmstadt 1925 
  - (mit Abdruck der von Dante erwähnten Gedichte unter dem Titel "Rhetorica Dantis") in: Richard Baum und Maria Lieber unter Mitarbeit von Jutta Robbens und Josephine Klingebeil: Italienisch – die Erfindung Dantes. Die Grundlegung der ersten Schrifttumsgemeinschaft Europas. Stauffenburg, Tübingen 2022, S. 101–194.
- De vulgari eloquentia, Claudio Marazzini und Concetto del Popolo, Mailand 1990, lat.-ital.
- De vulgari eloquentia: mit der italienischen Übersetzung von Gian Giorgio Trissino (1529), M. Frings und J. Kramer, Stuttgart 2007, lat.-ital.-dt.
- Über die Beredsamkeit in der Volkssprache, Francis Cheneval, mit einer Einleitung von Ruedi Imbach und Irène Rosier-Catach und einem Kommentar von Ruedi Imbach und Tiziana Suarez-Nani, Meiner, Hamburg 2007, lat.-dt., ISBN 978-3-7873-1126-2.

## Erklärung für den Abbruch der Redaktion
Der Abbruch nach dem 14. Kapitel des zweiten Buches wird von Baum/Lieber 2022 erklärt. Dante hatte die Schaffung einer italienischen Schrifttumsgemeinschaft nach dem Vorbild des Latein vor Augen. Erst mit dem zweiten Buch kommt er zum Eigentlichen. Das in der Forschung bislang (und verständlicherweise) im Fokus stehende erste Buch ist nur eine Einleitung. Im zweiten Buch schrieb Dante eine Poetik/Rhetorik der Kanzone, weil er anfänglich glaubte, die Schrifttumsgemeinschaft über das Abfassen (und die Anleitung zum Abfassen) von Kanzonen zu erreichen. Dann begriff er, dass das Mittel einer lateinisch verfassten Kanzonen-Poetik für seine Zwecke ein Irrweg war. Es wurde ihm klar, dass die Schrifttumsgemeinschaft nur über beispielhafte epische Dichtung (nach dem Vorbild von Homer und Vergil) zu erreichen ist. Konsequenterweise gab er die Rhetorik auf und dichtete die Divina Commedia. Damit schuf er die italienische Sprache, die als Erfindung Dantes anzusehen ist.